# Sợi in 3D

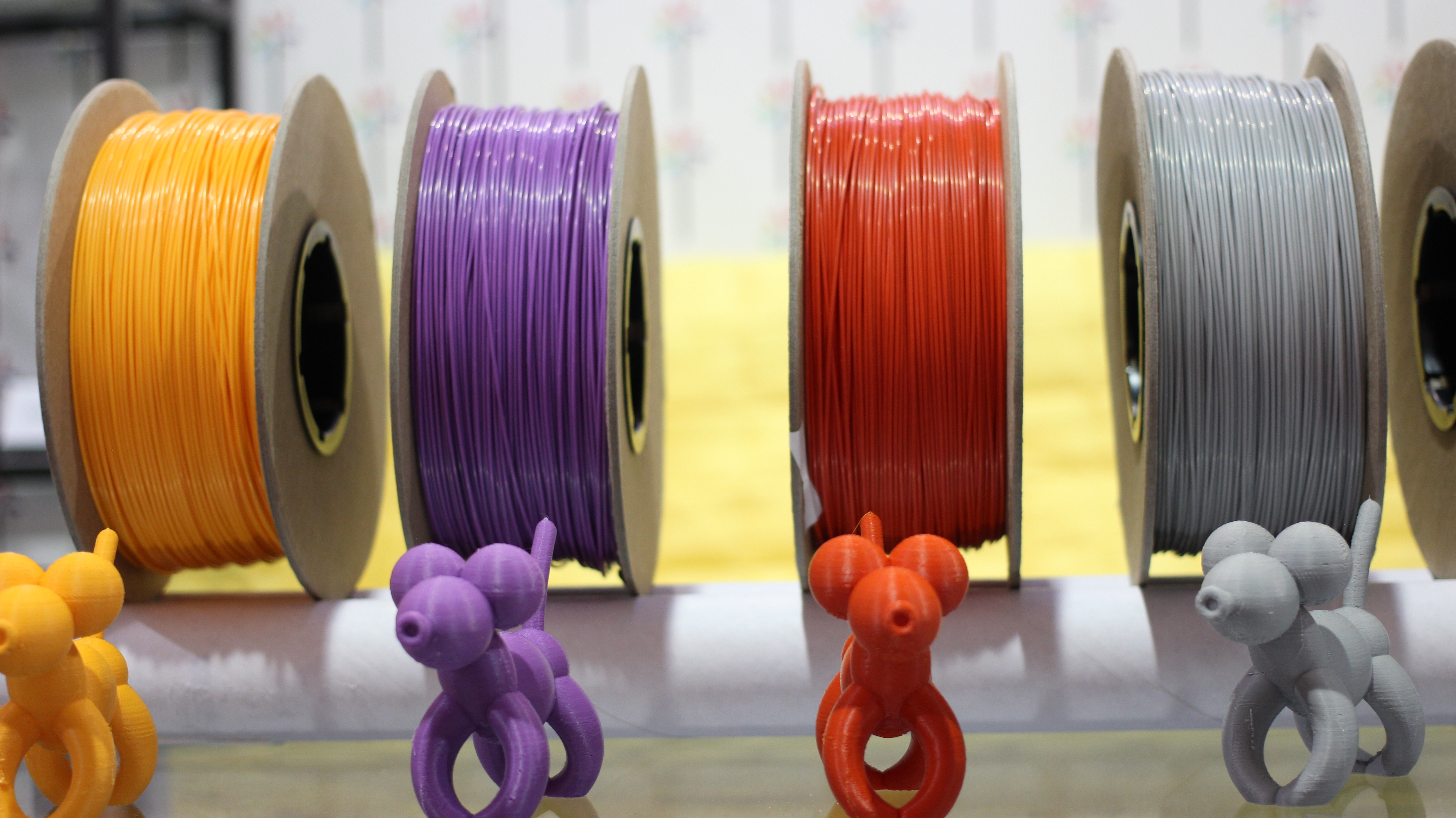
Sợi in 3D với các màu khác nhau với các mẫu được tạo ra bằng dây tóc.

Sợi in 3D là nguyên liệu nhựa nhiệt dẻo cho các máy in 3D mô hình hoá bồi tích nóng chảy. Có rất nhiều loại sợi có sẵn với các tính chất khác nhau, đòi hỏi nhiệt độ khác nhau để in. Sợi in có hai đường kính tiêu chuẩn; 1,75 và 2,85 mm / 3 mm.

## Sản xuất

### Sợi in thương mại

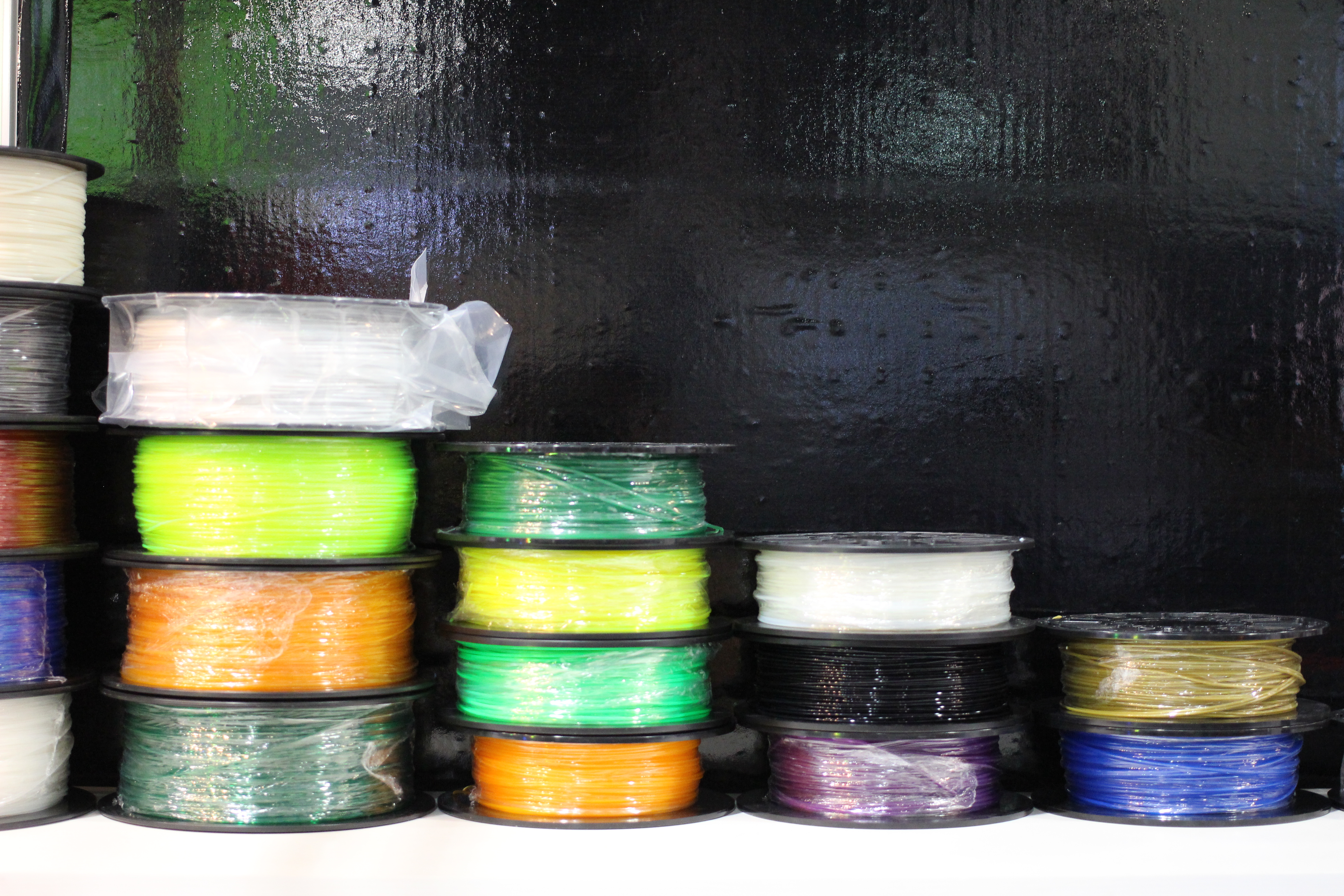
Các cây sợi in 3D được sản xuất thương mại đã được phủ màng co để chống ẩm.

Sợi in 3D được tạo ra bằng cách sử dụng một quy trình gia nhiệt, ép đùn và làm mát nhựa để chuyển các hạt nhựa thành thành phẩm. Không giống như máy in 3D, sợi filament được kéo chứ không được đẩy qua vòi phun để tạo thành dạng sợi, đường kính của sợi được xác định bởi quá trình diễn ra sau khi nhựa được gia nhiệt thay vì đường kính của vòi phun. Lực và tốc độ khác nhau được áp dụng cho sợi khi nó được kéo ra khỏi máy đùn để xác định chiều rộng của dây tóc, phổ biến nhất là 1,75 mm hoặc đường kính 3 mm.
Các hạt nhựa luôn luôn có màu trắng hoặc trong. Các chất màu hoặc phụ gia khác được thêm vào vật liệu trước khi nó được nấu chảy thành sợi với các đặc tính cụ thể, ví dụ: tăng sức mạnh hoặc tính chất từ. Trước khi sợi được ép đùn, các hạt nhựa được nung nóng đến 80 °C để giảm hàm lượng nước. Sau đó, nó được đưa vào một máy đùn trục vít, nơi gia nhiệt và ép đùn thành sợi. Đường kính thường được đo bằng laser để đảm bảo đường kính chính xác của sợi. Sợi in sau đó được dẫn qua một bể chứa nước ấm làm mát sợi tạo thành hình dạng tròn của nó. Sau đó được cho đi qua một bể chứa nước lạnh để làm nguội đến nhiệt độ phòng. Sau đó nó được quấn thành cuộn thành phẩm.

### Sản xuất sợi in DIY
Máy sản xuất sợi in DIY sử dụng phương pháp tương tự như máy in 3D FDM, đẩy sợi qua máy đùn để tạo ra sợi dây có đường kính chính xác. Có một số loại máy làm sợi DIY trên thị trường gồm cả kế hoạch mã nguồn mở và máy thương mại, bao gồm Recyclebot, Filastruder và Multistruder.

## Sử dụng

Quá trình biến sợi in 3D thành mô hình 3D

Quá trình chuyển đổi sợi in 3D thành mô hình 3D
1. Sợi nhựa được đưa vào máy in 3D FDM.
2. Nhựa nhiệt dẻo được làm nóng qua nhiệt độ chuyển tiếp lỏng-rắn của chúng bên trong đầu gia nhiệt. Sợi in nóng chảy được ép đùn và bồi đắp trên mặt bàn in.
3. Quá trình này xây dựng từng lớp liên tục để tạo mô hình hoàn chỉnh.

## Vật liệu
| Sợi in              | Tính chất đặc biệt             | Sử dụng                                                    | Sức mạnh   | Tỉ trọng          | Mềm dẻo    | Độ bền     | Mức độ khó in | Nhiệt độ in (˚C)           | Nhiệt độ bàn in (˚C)              | Ghi chú |
| ------------------- | ------------------------------ | ---------------------------------------------------------- | ---------- | ----------------- | ---------- | ---------- | ------------- | -------------------------- | --------------------------------- | ------- |
| PLA                 | Dễ in                          | Sản phẩm tiêu dùng                                         | Trung bình | 1240 kg/m³        | Thấp       | Trung bình | Thấp          | 180 - 230                  | Không cần gia nhiệt               |         |
| PLA                 | Phân hủy sinh học              | Sản phẩm tiêu dùng                                         | Trung bình | 1240 kg/m³        | Thấp       | Trung bình | Thấp          | 180 - 230                  | Không cần gia nhiệt               |         |
| ABS                 | Bền                            | Các bộ phận chức năng                                      | Trung bình | 1010 kg/m³        | Trung bình | Cao        | Trung bình    | 210 - 250                  | 50 - 100                          |         |
| ABS                 | Chống va đập                   | Các bộ phận chức năng                                      | Trung bình | 1010 kg/m³        | Trung bình | Cao        | Trung bình    | 210 - 250                  | 50 - 100                          |         |
| PETG (XT, N‑Vent)   | Dẻo hơn PLA hoặc ABS           | Tất cả                                                     | Trung bình | 1270 kg/m³        | Cao        | Cao        | Trung bình    | 220 - 235                  | Không cần gia nhiệt               |         |
| PETG (XT, N‑Vent)   | Bền                            | Tất cả                                                     | Trung bình | 1270 kg/m³        | Cao        | Cao        | Trung bình    | 220 - 235                  | Không cần gia nhiệt               |         |
| Nylon               | Bền chắc                       | Tất cả                                                     | Cao        | Cao               | Cao        | Trung bình | 220 - 260     | 50 - 100                   | Hút ẩm, giữ kín khi không sử dụng |         |
| Nylon               | Dẻo                            | Tất cả                                                     | Cao        | Cao               | Cao        | Trung bình | 220 - 260     | 50 - 100                   | Hút ẩm, giữ kín khi không sử dụng |         |
| Nylon               | Dai                            | Tất cả                                                     | Cao        | Cao               | Cao        | Trung bình | 220 - 260     | 50 - 100                   | Hút ẩm, giữ kín khi không sử dụng |         |
| TPE                 | Cực kỳ dẻo                     | Bộ phận đàn hồi                                            | Thấp       | Cao               | Trung bình | Cao        | 225 - 235     | 40                         | In rất chậm                       |         |
| TPE                 | Giống cao su                   | Thiết bị đeo được                                          | Thấp       | Cao               | Trung bình | Cao        | 225 - 235     | 40                         | In rất chậm                       |         |
| TPU                 | Cực kỳ dẻo                     | Chi tiết đàn hồi                                           | Thấp       | Cao               | Trung bình | Cao        | 225 - 235     | Không cần gia nhiệt bàn in | In chậm                           |         |
| TPU                 | Giống cao su                   | Thiết bị đeo được                                          | Thấp       | Cao               | Trung bình | Cao        | 225 - 235     | Không cần gia nhiệt bàn in | In chậm                           |         |
| Gỗ                  | Bệ mặt hoàn thiện giống gỗ     | Trang trí nội thất                                         | Trung bình | Trung bình        | Trung bình | Trung bình | 195 - 220     | Không cần gia nhiệt bàn in |                                   |         |
| HIPS                | Không tan được                 | Cấu trúc hỗ trợ khi sử dụng ABS trên máy in đầu phun kép.  | Thấp       | 1040 kg/m³        | Trung bình | Cao        | Trung bình    | 210 - 250                  | 50 - 100                          |         |
| HIPS                | Phân hủy sinh học              | Cấu trúc hỗ trợ khi sử dụng ABS trên máy in đầu phun kép.  | Thấp       | 1040 kg/m³        | Trung bình | Cao        | Trung bình    | 210 - 250                  | 50 - 100                          |         |
| PVA                 | Không tan được                 | Cấu trúc đỡ khi sử dụng PLA hoặc ABS trên máy in phun kép. | Cao        | Thấp              | Trung bình | Thấp       | 180 - 230     | Không cần gia nhiệt bàn in | Hút ẩm, giữ kín khi không sử dụng |         |
| PVA                 | Hòa tan trong nước             | Cấu trúc đỡ khi sử dụng PLA hoặc ABS trên máy in phun kép. | Cao        | Thấp              | Trung bình | Thấp       | 180 - 230     | Không cần gia nhiệt bàn in | Hút ẩm, giữ kín khi không sử dụng |         |
| PVA                 | Phân hủy sinh học              | Cấu trúc đỡ khi sử dụng PLA hoặc ABS trên máy in phun kép. | Cao        | Thấp              | Trung bình | Thấp       | 180 - 230     | Không cần gia nhiệt bàn in | Hút ẩm, giữ kín khi không sử dụng |         |
| PVA                 | chịu dầu                       | Cấu trúc đỡ khi sử dụng PLA hoặc ABS trên máy in phun kép. | Cao        | Thấp              | Trung bình | Thấp       | 180 - 230     | Không cần gia nhiệt bàn in | Hút ẩm, giữ kín khi không sử dụng |         |
| PET (CEP)           | Bền chắc                       | Tất cả                                                     | Cao        | Cao               | Cao        | Trung bình | 220 - 250     | Không cần gia nhiệt bàn in |                                   |         |
| PET (CEP)           | Dẻo                            | Tất cả                                                     | Cao        | Cao               | Cao        | Trung bình | 220 - 250     | Không cần gia nhiệt bàn in |                                   |         |
| PET (CEP)           | Bền dai                        | Tất cả                                                     | Cao        | Cao               | Cao        | Trung bình | 220 - 250     | Không cần gia nhiệt bàn in |                                   |         |
| PET (CEP)           | Có thể tái chế                 | Tất cả                                                     | Cao        | Cao               | Cao        | Trung bình | 220 - 250     | Không cần gia nhiệt bàn in |                                   |         |
| PLA Kim loại        | Bề mặt hoàn thiện như kim loại | Trang sức                                                  | Trung bình | Thấp              | Cao        | High       | 195 - 220     | Không cần gia nhiệt bàn in | Sử dụng vòi phun cứng             |         |
| PLA Carbon Fiber    | Rigid                          | Các chi tiết cấu trúc                                      | Trung bình | Thấp              | Cao        | Trung bình | 195 - 220     | Không cần gia nhiệt bàn in | Sử dụng vòi phun cứng             |         |
| PLA Carbon Fiber    | Bền chắc hơn PLA tinh khiết    | Các chi tiết cấu trúc                                      | Trung bình | Thấp              | Cao        | Trung bình | 195 - 220     | Không cần gia nhiệt bàn in | Sử dụng vòi phun cứng             |         |
| Lignin (bioFila)    | Phân hủy sinh học              | Trung bình                                                 | Thấp       | Trung bình        | Thấp       | 190 - 225  | 55            |                            |                                   |         |
| Lignin (bioFila)    | Bền chắc hơn PLA               | Trung bình                                                 | Thấp       | Trung bình        | Thấp       | 190 - 225  | 55            |                            |                                   |         |
| Polycacbonat        | Rất bền                        | Chi tiết cấu trúc                                          | Cao        | 1.18 – 1.20 g/cm³ | Cao        | Cao        | Trung bình    | 270 - 310                  | 90 - 105                          |         |
| Polycacbonat        | Dẻo                            | Chi tiết cấu trúc                                          | Cao        | 1.18 – 1.20 g/cm³ | Cao        | Cao        | Trung bình    | 270 - 310                  | 90 - 105                          |         |
| Polycacbonat        | Bền dai                        | Chi tiết cấu trúc                                          | Cao        | 1.18 – 1.20 g/cm³ | Cao        | Cao        | Trung bình    | 270 - 310                  | 90 - 105                          |         |
| Polycacbonat        | Trong suốt                     | Chi tiết cấu trúc                                          | Cao        | 1.18 – 1.20 g/cm³ | Cao        | Cao        | Trung bình    | 270 - 310                  | 90 - 105                          |         |
| Polycacbonat        | Chịu nhiệt                     | Chi tiết cấu trúc                                          | Cao        | 1.18 – 1.20 g/cm³ | Cao        | Cao        | Trung bình    | 270 - 310                  | 90 - 105                          |         |
| Dẫn điện            | Dẫn điện                       | Thiết bị điện tử                                           | Trung bình | Trung bình        | Thấp       | Thấp       | 215 - 230     | Không cần gia nhiệt bàn in | Sử dụng vòi phun cứng             |         |
| Sáp (MOLDLAY)       | Tan chảy                       | Đúc khuôn mẫu cháy                                         | Thấp       | Thấp              | Thấp       | Thấp       | 170 - 180     | Không cần gia nhiệt bàn in |                                   |         |
| PETT (T‑Glase)      | Bền chắc                       | Chi tiết cấu trúc                                          | Cao        | Cao               | Cao        | Trung bình | 235 - 240     | Không cần gia nhiệt bàn in |                                   |         |
| PETT (T‑Glase)      | Dẻo                            | Chi tiết cấu trúc                                          | Cao        | Cao               | Cao        | Trung bình | 235 - 240     | Không cần gia nhiệt bàn in |                                   |         |
| PETT (T‑Glase)      | Trong suốt                     | Chi tiết cấu trúc                                          | Cao        | Cao               | Cao        | Trung bình | 235 - 240     | Không cần gia nhiệt bàn in |                                   |         |
| PETT (T‑Glase)      | Trong                          | Chi tiết cấu trúc                                          | Cao        | Cao               | Cao        | Trung bình | 235 - 240     | Không cần gia nhiệt bàn in |                                   |         |
| ASA                 | Rắn                            | Ngoài trời                                                 | Trung bình | Thấp              | Cao        | Trung bình | 240 - 260     | 100 - 120                  |                                   |         |
| ASA                 | Bền                            | Ngoài trời                                                 | Trung bình | Thấp              | Cao        | Trung bình | 240 - 260     | 100 - 120                  |                                   |         |
| ASA                 | Bền dưới thời tiết             | Ngoài trời                                                 | Trung bình | Thấp              | Cao        | Trung bình | 240 - 260     | 100 - 120                  |                                   |         |
| PP                  | Dẻo                            | Các bộ phận dẻo                                            | Trung bình | Cao               | Trung bình | Cao        | 210 - 230     | 120 - 150                  |                                   |         |
| PP                  | Bền với hóa chất               | Các bộ phận dẻo                                            | Trung bình | Cao               | Trung bình | Cao        | 210 - 230     | 120 - 150                  |                                   |         |
| POM, Acetal         | Bền                            | Các bộ phận cấu trúc                                       | Cao        | Thấp              | Trung bình | Cao        | 210 - 225     | 130                        |                                   |         |
| POM, Acetal         | Rắn                            | Các bộ phận cấu trúc                                       | Cao        | Thấp              | Trung bình | Cao        | 210 - 225     | 130                        |                                   |         |
| POM, Acetal         | Ma sát thấp                    | Các bộ phận cấu trúc                                       | Cao        | Thấp              | Trung bình | Cao        | 210 - 225     | 130                        |                                   |         |
| POM, Acetal         | Đàn hồi                        | Các bộ phận cấu trúc                                       | Cao        | Thấp              | Trung bình | Cao        | 210 - 225     | 130                        |                                   |         |
| PMMA, Acrylic       | Rắn                            | rowspan="5" Khuếch tán ánh sáng                            | Trung bình | Thấp              | Cao        | Trung bình | 235 - 250     | 100 -120                   |                                   |         |
| PMMA, Acrylic       | Bền                            |                                                            | Trung bình | Thấp              | Cao        | Trung bình | 235 - 250     | 100 -120                   |                                   |         |
| PMMA, Acrylic       | Trong suốt                     |                                                            | Trung bình | Thấp              | Cao        | Trung bình | 235 - 250     | 100 -120                   |                                   |         |
| PMMA, Acrylic       | Trong                          |                                                            | Trung bình | Thấp              | Cao        | Trung bình | 235 - 250     | 100 -120                   |                                   |         |
| PMMA, Acrylic       | Chịu va đập                    |                                                            | Trung bình | Thấp              | Cao        | Trung bình | 235 - 250     | 100 -120                   |                                   |         |
| Sa thạch (LAYBRICK) | Bề mặt đá sa thạch             | Kiến trúc                                                  | Thấp       | Thấp              | Thấp       | Trung bình | 165 - 210     | Không cần gia nhiệt bàn in |                                   |         |
| Glow-In-The-Dark    | Sáng                           | Vui                                                        | Trung bình | Trung bình        | Trung bình | Thấp       | 215           | Không cần gia nhiệt bàn in | Sử dụng vòi phun cứng             |         |
| Glow-In-The-Dark    | Huỳnh quang                    | Vui                                                        | Trung bình | Trung bình        | Trung bình | Thấp       | 215           | Không cần gia nhiệt bàn in | Sử dụng vòi phun cứng             |         |
| Làm sạch            | Làm sạch                       | Chống tắc vòi phun                                         | N/A        | N/A               | N/A        | Thấp       | 150 - 260     | Không cần gia nhiệt bàn in |                                   |         |
| PC/ABS              | Rắn                            | Chi tiết cấu trúc                                          | Trung bình | Thấp              | Cao        | Cao        | 260 - 280     | 120                        |                                   |         |
| PC/ABS              | Bền                            | Chi tiết cấu trúc                                          | Trung bình | Thấp              | Cao        | Cao        | 260 - 280     | 120                        |                                   |         |
| PC/ABS              | Chịu va đập                    | Chi tiết cấu trúc                                          | Trung bình | Thấp              | Cao        | Cao        | 260 - 280     | 120                        |                                   |         |
| PC/ABS              | Co dãn được                    | Chi tiết cấu trúc                                          | Trung bình | Thấp              | Cao        | Cao        | 260 - 280     | 120                        |                                   |         |
| PC/ABS              | Biến dạng vì nhiệt             | Chi tiết cấu trúc                                          | Trung bình | Thấp              | Cao        | Cao        | 260 - 280     | 120                        |                                   |         |
| Từ tính             | Từ tính                        | Vui                                                        | Trung bình | Trung bình        | Trung bình | Cao        | 195 - 220     | Không cần gia nhiệt bàn in |                                   |         |
| Thay đổi màu sắc    | Thay đổi màu sắc               | Vui                                                        | Trung bình | Trung bình        | Trung bình | Thấp       | 215           | Không cần gia nhiệt bàn in |                                   |         |
| nGen                | Tương tự như PETG              | Tất cả                                                     | Trung bình | Cao               | Cao        | Trung bình | 210 - 240     | 60                         |                                   |         |
| nGen                | Chịu nhiệt                     | Tất cả                                                     | Trung bình | Cao               | Cao        | Trung bình | 210 - 240     | 60                         |                                   |         |
| nGen                | trong suốt                     | Tất cả                                                     | Trung bình | Cao               | Cao        | Trung bình | 210 - 240     | 60                         |                                   |         |
| TPC                 | Cực kì dẻo                     | Chi tiết đàn hồi                                           | Thấp       | Cao               | Trung bình | Cao        | 210           | 60 - 100                   |                                   |         |
| TPC                 | Giống cao su                   | Ngoài trời                                                 | Thấp       | Cao               | Trung bình | Cao        | 210           | 60 - 100                   |                                   |         |
| TPC                 | Bền với hóa chất               | Ngoài trời                                                 | Thấp       | Cao               | Trung bình | Cao        | 210           | 60 - 100                   |                                   |         |
| TPC                 | Chịu nhiệt                     | Ngoài trời                                                 | Thấp       | Cao               | Trung bình | Cao        | 210           | 60 - 100                   |                                   |         |
| TPC                 | Chống tia UV                   | Ngoài trời                                                 | Thấp       | Cao               | Trung bình | Cao        | 210           | 60 - 100                   |                                   |         |
| PORO-LAY            | Nước hòa tan một phần          | Thử nghiệm                                                 | Thấp       | Cao               | Trung bình | Thấp       | 220 - 235     | Không cần gia nhiệt bàn in |                                   |         |
| FPE                 | Dẻo                            | Chi tiết dẻo                                               | Thấp       | Cao               | Cao        | Trung bình | 205 - 250     | 75                         |                                   |         |